# Neumann János Digitális Könyvtár és Multimédia Központ Közhasznú Társaság
A Neumann János Digitális Könyvtár és Multimédia Központ Közhasznú Társaság kiemelten közhasznú szervezet. Feladata a magyarországi digitális tartalmak elérésének és újrahasznosításának támogatása, ezen belül is elsősorban az állami adatvagyon infrastruktúrájának kiépítése. Programjai és szolgáltatásai a közadatok és a kulturális adatvagyon széles körű hasznosítását szolgálják. Itt működik a Nemzeti Audiovizuális Archívum (NAVA), ami a közszolgálati rádiók és televíziók, illetve a két legnagyobb országos kereskedelmi televízió csatorna magyar gyártású és magyar vonatkozású műsorszámait tárolja és teszi elérhetővé. A Nemzeti Digitális Adattár (NDA) tartalom-infrastruktúra fejlesztéssel foglalkozik. Olyan fejlesztéseket végez, amelyek biztosítják a közérdekű adatok egységes elérését, a kulturális adatvagyon újrahasznosítását és a tartalompiac bővülését. A Közadat program a közérdekű adatok hozzáférésének akadálymentesítését célozza.

## Története
A Neumann Kht-t 1997-ben alapította az Oktatási Minisztérium azzal a céllal, hogy az egyre növekvő számban digitalizált vagy digitális formában születő dokumentumok nemzeti közgyűjteményeként szolgálják az oktatást, kutatást és művelődést. Az 1997. évi CXL. törvény 59. § 5. pontja alapján a "Neumann János Digitális Könyvtár és Multimédia Kht. a multimédia és elektronikus dokumentumok nemzeti szolgáltató központja”. Ekkor még reálisnak tűnt egy olyan modell, ahol az elektronikus dokumentumok – a kezelés és megőrzés sajátos és változékony módszertana miatt – egy teljesen új intézményi szereplő létrehozását indokolták. Tószegi Zsuzsanna vezetésével a Neumann Kht. elismert módszertani központtá vált. A digitális könyvtár elnevezés nem csupán metafora volt, hanem ténylegesen könyvek digitalizálásával és online források katalogizálásával foglalkozott az intézmény. 
2005 szeptemberében a tartalomfejlesztési programokban érdekelt Informatikai és Hírközlési Minisztérium (IHM) többségi tulajdont szerzett a Neumann Kht.-ban, és itt folytatta a Nemzeti Digitális Adattár (NDA), a Nemzeti Audiovizuális Archívum (NAVA), illetve az elektronikus információszabadság törvény megvalósítását célzó Közadatkereső megvalósítását, Kitzinger Dávid vezetése alatt. A bővülés után a társaság számos európai uniós pályázatot nyert, és nemzetközi kapcsolatrendszerét is kialakította. A korábbi oktatási célú tartalomfejlesztések helyett az új szolgáltatásokban a hangsúly a tartalom-infrastruktúra fejlesztésére, a tartalomfejlesztés és a hozzáférés lehetőségeit bővítő szolgáltatásokra került. A közhasznú társasági forma megszüntetésével 2009 júliusától a hivatalos név Neumann János Digitális Könyvtár és Multimédia Nonprofit Kft.-re változott. 2009-től teret nyertek a gyűjtemények kinyitását célzó programok. 2009-ben megszületett a Filmhíradók Online, ami az 1919 és 1946 közötti filmhíradókat mutatja be, illetve a Gramofon Online, a hazai kiadású gramofon felvételek digitális archívuma. 

## Szolgáltatások
A Nemzeti Audiovizuális Archívum (NAVA) feladata a magyar közszolgálati csatornák, valamint a két legnagyobb kereskedelmi csatorna magyar gyártású és magyar vonatkozású televíziós, illetve rádiós műsorszámainak összegyűjtése, megőrzése és kezelése. Az intézmény 2006. január 1. óta tárolja, feldolgozza és visszakereshetővé teszi ezeket az úgynevezett köteles példányokat.
Az intézmény alapszolgáltatása, hogy gyűjteményéhez online hozzáférést biztosít a NAVA-pontokon keresztül. NAVA-pontok magyarországi könyvtárak, oktatási tevékenységet folytató intézmények, muzeális intézmények, kép- és hangarchívumok lehetnek. A NAVA kötelespéldány-gyűjteménye mellett egyedülálló külön gyűjteménnyel rendelkezik, amely egy saját felületen kínálja keresésre a Színház- és Filmművészeti Egyetem régi vizsgaanyagait, Mediawave fesztiválfilmjeit, Mindentudás Egyeteme előadásait, a Magyar Nemzeti Filmarchívum 100 digitalizált magyar játékfilmjét, valamint az 1930-as, 1940-es évek Magyar Világhíradóit. 
A Nemzeti Audiovizuális Archívum működtetését 2011. augusztusától a Médiaszolgáltatás-támogató és Vagyonkezelő Alap  vette át. 
A Nemzeti Digitális Adattár (NDA) program 2003-ban indult. Célja a magyar nyelvű vagy magyar vonatkozású, digitális és interneten keresztül hozzáférhető kulturális és közcélú tartalmak központi regisztrálása, illetve ennek révén az ágazati szervezetek – könyvtárak, múzeumok, levéltárak – digitalizálási munkájának, koordinációjának támogatása. Az NDA a közszféra adatvagyonának elérését, újrahasznosítását hivatott segíteni. A rendszer a nemzetközileg ismert és elismert Nyílt Archívumi Kezdeményezés eredményeit vette alapul, az ennek keretében kidolgozott szabványokat, ajánlásokat használja (Dublin Core, OAI-PMH-2). A magyar nyelvű kulturális és egyéb közérdekű online tartalmak minél szélesebb körű elérhetősége érdekében az NDA biztosítja az ehhez szükséges infrastruktúrát; egyfelől adatbázist (katalógust) épít a partnerintézmények elektronikus dokumentumait a nemzetközi szabványoknak megfelelően leíró adatokból, másfelől szabadon hozzáférhető keresőt működtet az adatbázisban való kereséshez, harmadrészt biztosítja az ehhez szükséges műszaki hátteret. Az NDA a fejlesztés legújabb szakaszában a közösségi tartalomfejlesztést támogató eszközöket kínál a digitális archívum építéshez.
Az NDA feladatait 2011. novemberétől a Magyar Nemzeti Digitális Archívum és Filmarchívum vette át.
A Közadat program az államigazgatási adatvagyon hozzáférésének kiterjesztését támogatja. Az elektronikus információszabadságról szóló 2005. évi XC. törvény értelmében, a közfeladatot ellátó szerveknek a törvényben meghatározott közérdekű adataikat internetes honlapjukon ingyenesen, regisztráció nélkül kell hozzáférhetővé tenniük. Az online közzétételi kötelezettségen felül a törvény előírja, hogy a szervezetek a közérdekű adatok egyszerű nyilvántartása és kereshetősége érdekében, a közzétett információk leíró adatait továbbítsák a központi elektronikus jegyzéknek és egységes közadat keresőnek. A Neumann Kht. tartja nyilván a központi elektronikus jegyzékhez csatlakozott intézményeket, és üzemelteti az egységes közadatkereső-rendszert valamint tájékoztatja a csatlakozásra kötelezett szerveket a közadat keresőhöz való csatlakozás részleteiről. A Közadat program szolgáltatásait 2012-től a Közigazgatási és Igazságügyi Minisztérium vette át.

## Külső hivatkozások
- Neumann Kht. honlapja
- Közadatkereső
- Nemzeti Audiovizuális Archívum